# 克拉普嶺
克拉普嶺（英語：Clapp Ridge）是南極洲的山嶺，位於維多利亞地的博克格雷溫克海岸，屬於勝利山脈的一部分，長17公里，美國地質調查局根據測量和該國海軍的空中照片繪入地圖，現時由南極條約體系管理。

## 外部連結
. . United States Geological Survey.   [2011-11-12].
72°54′S 167°54′E / 72.900°S 167.900°E